# Communauté de communes La Chaîne des Tisserands
Die Communauté de communes La Chaîne des Tisserands war ein französischer Gemeindeverband (Communauté de communes) im Département Isère der Region Rhône-Alpes. Er wurde am 1. Januar 2001 gegründet und Ende 2013 aufgelöst, nachdem er mit der Communauté de communes de la Vallée de la Bourbre zur neuen Communauté de communes Bourbre-Tisserands fusionierte. Letzter Präsident war Jean-Pierre Chabert.

## Mitglieder
Zum Gemeindeverband gehörten (Stand: 2010) die folgenden fünf Gemeinden:
- Les Abrets
- La Bâtie-Montgascon
- Corbelin
- Fitilieu
- Saint-André-le-Gaz

## Quelle
- Le SPLAF - (Website zur Bevölkerung und Verwaltungsgrenzen in Frankreich (frz.))

## Weblink
- Website der Communauté de communes La Chaîne des Tisserands